# 韦尔弗伊
韦尔弗伊（法語：Verfeuil，法語發音：[vɛʁfœj]）是法国加尔省的一个市镇，属于尼姆区。

## 地理
韦尔弗伊（44°10'9"N, 4°26'48"E）面积25.97 平方千米，位于法国奧克西塔尼大區加尔省，该省份为法国南部沿海省份，南端濒地中海，北起顺时针与阿尔代什省、沃克吕兹省、罗讷河口省、埃罗省、阿韦龙省和洛泽尔省接壤。
与韦尔弗伊接壤的市镇（或旧市镇、城区）包括：科尔尼永、丰塔雷什、古达尔格、吕桑、塞兹河畔拉罗克、圣昂德雷多莱拉尔盖、圣洛朗拉韦尔内德、圣马塞尔德卡雷雷。
韦尔弗伊的时区为UTC+01:00、UTC+02:00（夏令时）。

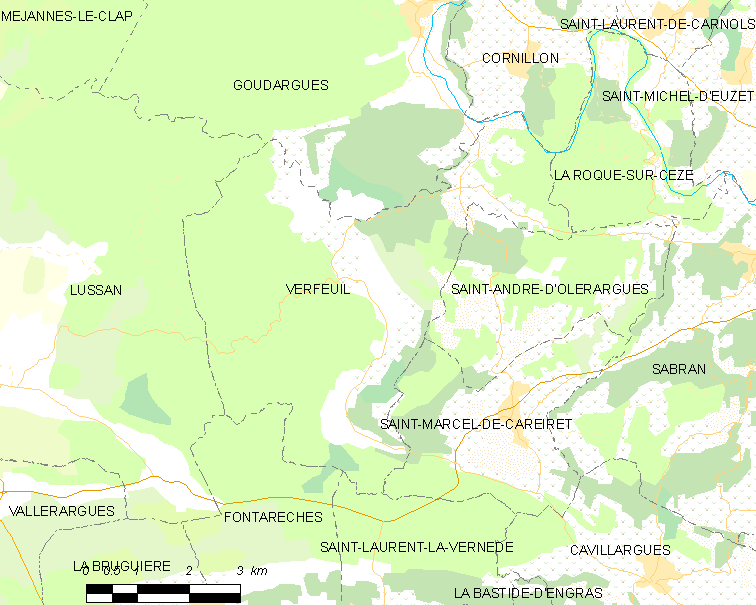
韦尔弗伊的OSM定位图

## 行政
韦尔弗伊的邮政编码为30630，INSEE市镇编码为30343。

## 政治
韦尔弗伊所属的省级选区为蓬圣埃斯普里县。

## 人口

1962-2008年间韦尔弗伊人口变化图示

韦尔弗伊于2022年1月1日时的人口数量为594人。